# Sabicea dewevrei
Sabicea dewevrei är en måreväxtart som beskrevs av De Wild. och Théophile Alexis Durand. Sabicea dewevrei ingår i släktet Sabicea och familjen måreväxter. Inga underarter finns listade i Catalogue of Life.